# Amnet
Amnet fue una compañía proveedora de servicios de televisión por cable, internet y telefonía, fundada por la empresa Amzak en 1998. Amnet operó en Centroamérica y el Caribe. Amnet ofreció servicios de televisión analógica y digital por fibra óptica y cable, internet de banda ancha y telefonía en Guatemala, El Salvador, Honduras, Nicaragua y Costa Rica.

## Historia
La empresa Amzak fue fundada en Canadá por Gerard Kazma en 1968, en 1997 adquirió la empresa Cable Color e inicia operaciones en Costa Rica. En 1999 adquiere el nombre Amnet (Se rumoraba que provenía de American Network, pero a principios de los 2000, Mike Kazma reveló que el nombre no tenía significado particular). Posteriormente pasa a brindar servicios de cable en toda Centroamérica.
Millicom International Cellular, S.A. compró la empresa Amnet en Costa Rica en 2008 por US$510 millones de dólares. Millicom brinda mediante su empresa Tigo, telefonía móvil de tercera generación (3G) con aplicaciones de banda ancha. Mike Kazma, uno de los fundadores de Amnet es en la actualidad, consultor de la empresa Amnet.

## Servicios
Amnet ofreció desde 2004, servicios de televisión por cable, internet, telefonía a nivel empresarial y residencial.

## Crecimiento
Amnet reportó en 2007 147 millones de dólares en ingresos y cuenta con más de 350 mil clientes directos.